# Platymantis isarog
Platymantis isarog és una espècie de granota que viu a les Filipines.